# Kanton Villandraut
Villandraut is een voormalig kanton van het Franse departement Gironde. Het kanton maakte deel uit van het arrondissement Langon. Het kanton werd opgeheven bij decreet van 20 februari 2014, met uitwerking op 22 maart 2015. Alle gemeenten werden opgenomen in het nieuw gevormde kanton Le Sud-Gironde.

## Gemeenten
Het kanton Villandraut omvatte de volgende gemeenten:
- Bourideys
- Cazalis
- Lucmau
- Noaillan
- Pompéjac
- Préchac
- Uzeste
- Villandraut (hoofdplaats)